# フィリプ・ノヴァーク
フィリプ・ノヴァーク（チェコ語: Filip Novák、1990年6月26日 - ）は、チェコのサッカー選手。チェコ代表。ポジションはDF。
2014-15シーズンにフォルトゥナ・リガでディフェンダーとしては史上最多得点となる11得点を記録した選手である。

## クラブ歴
2007年にFCズリーンに加入し2009年にトップチームに昇格、18歳で初出場を記録した。その後、2008-09シーズンでクラブは降格したが、若手である彼にとっては出場機会が増える好機となり、2009-10シーズンからレギュラーとして活躍した。
2011年7月にFKバウミト・ヤブロネツに移籍。2012年10月1日に1部で初得点を記録した。2013年5月17日にポハール・チェスケー・ポシュスティ決勝にフル出場、PK戦まで縺れ込んだがPKを決めて優勝に貢献。チェスキー・スペルポハールも獲得した。
2015年夏にFCミッティランに移籍。
2018年にトラブゾンスポルに移籍。
2020年にフェネルバフチェSKに移籍。
2022年9月30日、アル・ジャジーラ・クラブに移籍。

## 代表歴
2015年3月31日に行われたスロバキア代表との親善試合で代表初出場を記録した。2017年10月8日の2018 FIFAワールドカップ・ヨーロッパ予選グループCのサンマリノ代表戦で代表初得点を記録した。